# Космос-1378
Космос-1378 је један од преко 2400 совјетских вјештачких сателита лансираних у оквиру програма Космос.
Космос-1378 је лансиран са космодрома Плесецк, СССР, 10. јуна 1982. Ракета-носач Р-36 или РТ-2 (8К67, НАТО ознака SS-9 Scarp или 8К98, НАТО SS-13 Savage) са додатим степеном је поставила сателит у орбиту око планете Земље. Маса сателита при лансирању је износила 2200 килограма. Космос-1378 је био сателит намијењен за електронско извиђање, јављање и навођење.